# Disphragis androdora
Disphragis androdora är en fjärilsart som beskrevs av Dyar 1910. Disphragis androdora ingår i släktet Disphragis och familjen tandspinnare. Inga underarter finns listade i Catalogue of Life.